# Jacek Szołtysek
Jacek Antoni Szołtysek (ur. 28 października 1958 w Katowicach) – polski logistyk, profesor zwyczajny nauk ekonomicznych w Uniwersytecie Ekonomicznym w Katowicach i Instytucie Przyrodniczo-Technicznym Państwowej Wyższej Szkoły Zawodowej im. Angelusa Silesiusa w Wałbrzychu; radny rady miasta Mysłowice od 2018 roku.

## Życiorys
Pracował na stanowiskach zarządczych w sektorze bankowym, usługowym i produkcyjnym. Był kierownikiem Katedry Logistyki Wyższej Szkoły Bankowej w Poznaniu, Wydział Zamiejscowy w Chorzowie.
Postanowieniem prezydenta Rzeczypospolitej Polskiej z 12 listopada 2013 roku otrzymał tytuł profesora. Został kierownikiem Katedry Logistyki Społecznej na Wydziale Zarządzania Uniwersytetu Ekonomicznego w Katowicach, pracuje również w Instytucie Przyrodniczo-Technicznym Państwowej Wyższej Szkoły Zawodowej im. Angelusa Silesiusa w Wałbrzychu. Prowadził wykłady z logistyki miejskiej w Polsce, Kazachstanie, Palestynie, Rosji i Ukrainie. Był przewodniczącym rady Centrum Informacji Naukowej i Biblioteki Akademickiej w Katowicach.
Został członkiem zarządu wrocławskiego Stowarzyszenia Logistyków, Polskiego Towarzystwa
Logistycznego, a także komisji transportu Polskiej Akademii Nauk.
W 2018 roku został wybrany radnym rady miasta Mysłowice, uzyskując 530 głosów. Kandydował z listy Koalicyjnego Komitetu Wyborczego Platforma.Nowoczesna Koalicja Obywatelska. W tymże roku został również członkiem Zespołu ds. Nowoczesnej mobilności Górnośląsko-Zagłębiowskiej Metropolii.
Mieszka w Mysłowicach.

## Nagrody
W 2017 roku otrzymał indywidualną nagrodę Ministra Nauki i Szkolnictwa Wyższego za osiągnięcia dydaktyczne.
Otrzymał również nagrodę Stowarzyszenia Inżynierów i Techników Komunikacji Rzeczpospolitej Polskiej, nagrody Rektora Uniwersytetu Ekonomicznego w Katowicach i Rektora Szkoły Głównej Handlowej w Warszawie. Za książę Podstawy Logistyki Miejskiej (wydanie drugie poszerzone) w 2008 roku otrzymał Nagrodę Specjalną Dziennikarzy za najlepszy podręcznik akademicki.

## Publikacje
Jego zainteresowania naukowe dotyczą głównie logistyki, zwłaszcza logistyki społecznej i logistyki miejskiej, a także zrównoważonego rozwoju i zarządzania. Napisał 6 książek i 7 podręczników, przeszło 60 rozdziałów wydanych w monografiach
naukowych, opublikował ponad 200 artykułów.
Cytowania jego prac osiągnęły najwyższy wskaźnik Hirscha wśród polskich logistyków. W rankingu Transparent Ranking (cytowania w Google Scholar) zajął 5. miejsce w obrębie Uniwersytetu Ekonomicznego w Katowicach.